# لامینارین
لامینارین (به انگلیسی: Laminarin) با فرمول شیمیایی (C۶H۱۰O۵)x یک ترکیب شیمیایی با شناسه پاب‌کم ۴۳۹۳۰۶ است؛ که جرم مولی آن متغیر می‌باشد.